# Lijst van rijksmonumenten in Beek (Limburg)
De plaats Beek (Limburg) telt 11 inschrijvingen in het rijksmonumentenregister. Hieronder een overzicht.
| Object | Oorspronkelijke functie? | Bouwjaar                                              | Architect     | Locatie                | Coördinaten?                  | Nr.?   | Afbeelding                                                                |
| --- | ------------------------ | ----------------------------------------------------- | ------------- | ---------------------- | ----------------------------- | ------ | ------------------------------------------------------------------------- |
| Villa Hennekens                                                                                             | Woonhuis                 | 1920                                                  | J. Bemelmans  | Maastrichterlaan 45    | 50° 56' 16" NB, 5° 47' 25" OL | 513188 | Meer afbeeldingen                                                         |
| Kantoorvilla in een door het zakelijk expressionisme beïnvloede bouwstijl                                   | Werk-woonhuis            | 1932                                                  | Stephan Dings | Heirstraat 17          | 50° 56' 28" NB, 5° 47' 49" OL | 524069 | Kantoorvilla in een door het zakelijk expressionisme beïnvloede bouwstijl |
| Tegen de gevel een houten wegkruis                                                                          | Gedenkteken              | 18e eeuw                                              |               | Bourgognestraat 1      | 50° 56' 28" NB, 5° 48' 5" OL  | 8749   | Meer afbeeldingen                                                         |
| Nieuwenhof                                                                                                  | Woonhuis                 | derde kwart 19e eeuw (herenhuis) 18e eeuw (bijgebouw) |               | Bourgognestraat 79     | 50° 56' 33" NB, 5° 48' 19" OL | 8750   | Meer afbeeldingen                                                         |
| Hervormde Pastorie                                                                                          | Kerkelijke dienstwoning  | 1751 (steen)                                          |               | Burg. Janssenstraat 2  | 50° 56' 19" NB, 5° 47' 45" OL | 8751   | Meer afbeeldingen                                                         |
| Sint Martinuskerk                                                                                           | Kerk en kerkonderdeel    | 1888-1910                                             |               | Burg. Janssenstraat 11 | 50° 56' 19" NB, 5° 47' 49" OL | 8752   | Meer afbeeldingen                                                         |
| Hotel Colaris                                                                                               | Boerderij                | eerste helft 19e eeuw                                 |               | Maastrichterlaan 15    | 50° 56' 22" NB, 5° 47' 34" OL | 8754   | Meer afbeeldingen                                                         |
| Bakstenen huis, met mansardedak. Tussendorpelkozijnen van Naamse steen. Onderpui van de voorgevel gewijzigd | Boerderij                | 18e eeuw                                              |               | Maastrichterlaan 17    | 50° 56' 21" NB, 5° 47' 34" OL | 8755   | Meer afbeeldingen                                                         |
| Oude Pastorie                                                                                               | Woonhuis                 | vermoedelijk 12e eeuw                                 |               | Oude Pastoriestraat    | 50° 56' 39" NB, 5° 48' 36" OL | 8756   | Meer afbeeldingen                                                         |
| Protestantse kerk                                                                                           | Kerk en kerkonderdeel    | 1835-1837                                             |               | Raadhuisstraat 28      | 50° 56' 21" NB, 5° 47' 43" OL | 8757   | Meer afbeeldingen                                                         |
| Hennekens                                                                                                   | Boerderij                | derde kwart 19e eeuw                                  |               | Wolfeynde 2            | 50° 56' 24" NB, 5° 47' 37" OL | 8760   | Meer afbeeldingen                                                         |